# Aqbajan Nurmämschet
Aqbajan Nurmämschet (kasachisch Ақбаян Нұрмәмжет; * 1. Juni 2004) ist eine kasachische Leichtathletin, die sich auf den Mittelstreckenlauf spezialisiert hat.

## Sportliche Laufbahn
Erste internationale Erfahrungen sammelte Aqbajan Nurmämschet im Jahr 2022, als sie bei den U20-Weltmeisterschaften in Cali mit 4:33,73 min in der ersten Runde im 1500-Meter-Lauf aus. Im Jahr darauf gewann sie bei den Hallenasienmeisterschaften in Astana in 9:09,29 min die Bronzemedaille hinter der Vietnamesin Nguyễn Thị Oanh und Yume Goto aus Japan. Zudem belegte sie über 800 Meter in 2:10,00 min den vierten Platz. Im Juni gewann sie bei den U20-Asienmeisterschaften in Yecheon in 2:10,22 min die Silbermedaille im 800-Meter-Lauf sowie in 4:24,92 min auch über 1500 Meter. Im Oktober gelangte sie bei den Asienspielen in Hangzhou mit 4:29,18 min auf Rang elf über 1500 Meter und verpasste über 800 Meter mit 2:12,33 min den Finaleinzug. 2024 belegte sie bei den Hallenasienmeisterschaften in Teheran in 4:45,01 min den sechsten Platz über 1500 Meter und gewann über 800 Meter in 2:13,10 min die Bronzemedaille hinter den Iranerinnen Toktam Dastarbandan und Negin Azari Edalat. Ende März gelangte sie bei den Crosslauf-Weltmeisterschaften in Belgrad nach 25:31 min auf den zwölften Platz in der Mixed-Staffel.
2021 wurde Nurmamjet kasachische Hallenmeisterin im 3000-Meter-Lauf sowie 2023 über 800 und 1500 Meter.

## Persönliche Bestleistungen
- 800 Meter: 2:10,22 min, 5. Juni 2023 in Yecheon
  - 800 Meter (Halle): 2:10,00 min, 12. Februar 2023 in Astana
- 1500 Meter: 4:24,92 min, 7. Juni 2023 in Yecheon
  - 1500 Meter (Halle): 4:21,31 min, 11. Februar 2023 in Astana
- 3000 Meter: 10:19,61 min, 30. September 2021 in Taschkent
  - 3000 Meter (Halle): 10:02,57 min, 24. Januar 2021 in Öskemen